# Ендру Хор
Ендру Хор (енгл. Andrew Hore; 13. септембар 1978) бивши је новозеландски рагбиста. Висок 183 цм, тежак 115 кг у каријери је играо у ИТМ Купу за Отаго 1998-2000, Таранаки 2001-2013 (58 утакмица) и Саутленд 2014. (1 утакмица). У најјачој лиги на свету играо је за Крусејдерсе 2001 (6 утакмица), Херикејнсе 2002-2011 (106 утакмица, 85 поена) и Хајлендерсе 2012-2013 (29 yтакмица и 10 поена). За "ол блексе" је одиграо 83 тест мечева и постигао 40 поена. 2008. проглашен је за најбољег рагбисту на Новом Зеланду. У јуну 2005. био је умешан у скандал, везан за пуцање и убијање фоки-заштићене животињске врсте на Новом Зеланду. 